# John Treadwell

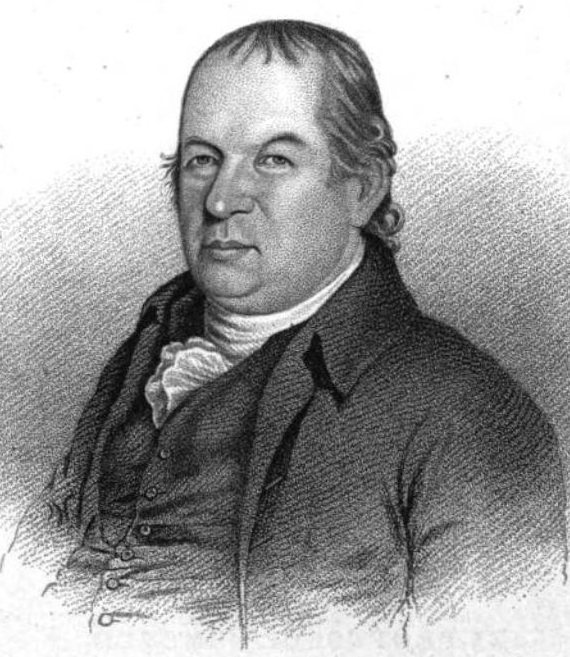
John Treadwell.

John Treadwell, född 23 november 1745, död 19 augusti 1823, var en amerikansk politiker och guvernör i Connecticut.

## Tidigt liv
Treadwell föddes i Farmington, Connecticut. Han studerade juridik vid Yale University och praktiserade sedan i Farmington.

## Karriär
Treadwell var ledamot av Connecticuts parlament (General Assembly) från 1776 till 1783. Han utnämndes sedan till medlem av guvernörens råd. Han valdes till Konfederationens kongress 1784, 1785 och 1787, men deltog inte.
Han var ledamot av Connecticuts konvent 1788 för att ratificera den nya federala grundlagen. År 1798 valdes han till viceguvernör i Connecticut.

## Guvernör i Connecticut
Jonathan Trumbull avled medan han var guvernör i Connecticut, den 7 augusti 1809. Treadwell, som då var viceguvernör, tog då över tjänsten som guvernör. Han valdes av folket den 9 april att fortsätta som guvernör. Under hans mandatperiod lades förslag fram om att bilda ett brandstodsbolag i Hartford (Hartford Fire Insurance Company) och lagen Non-Intercourse Act återinfördes i februari 1811 på grund av Connecticuts motstånd mot att USA var nära krig mot Storbritannien.
Treadwell lämnade sin tjänst som guvernör den 9 maj 1811, sedan han hade misslyckats med att bli återvald. Åren 1814-15 var han delegat för Connecticut vid  Hartford Convention, ett konvent i Hartford där delegater från alla fem delstater i New England samlades för att diskutera om de skulle lämna USA på grund av kriget mot Storbritannien. Han var även ledamot av 1818 års konstitutionella konvent.